# Калона (Айова)
Калона (англ. Kalona) — місто (англ. city) в США, в окрузі Вашингтон штату Айова. Населення — 2630 осіб (2020).

## Географія
Калона розташована за координатами 41°29′14″ пн. ш. 91°42′6″ зх. д. / 41.48722° пн. ш. 91.70167° зх. д. (41.487304, -91.701720).  За даними Бюро перепису населення США в 2010 році місто мало площу 5,29 км², уся площа — суходіл. В 2017 році площа становила 5,58 км², уся площа — суходіл.

## Демографія
Згідно з переписом 2010 року, у місті мешкали 2363 особи в 1053 домогосподарствах у складі 657 родин. Густота населення становила 446 осіб/км².  Було 1141 помешкання (216/км²).
Расовий склад населення:
| - 97,2 % — білих - 0,4 % — чорних або афроамериканців - 0,3 % — корінних американців - 0,2 % — азіатів - 1,1 % — осіб інших рас |

До двох чи більше рас належало 0,9 %. Частка іспаномовних становила 2,0 % від усіх жителів.
За віковим діапазоном населення розподілялося таким чином: 21,9 % — особи молодші 18 років, 55,1 % — особи у віці 18—64 років, 23,0 % — особи у віці 65 років та старші. Медіана віку мешканця становила 45,7 року. На 100 осіб жіночої статі у місті припадало 83,3 чоловіків;  на 100 жінок у віці від 18 років та старших — 79,4 чоловіків також старших 18 років.
Середній дохід на одне домашнє господарство  становив 52 555 доларів США (медіана — 41 204), а середній дохід на одну сім'ю — 67 756 доларів (медіана — 64 028). Медіана доходів становила 42 250 доларів для чоловіків та 37 533 долари для жінок. За межею бідності перебувало 16,1 % осіб, у тому числі 24,7 % дітей у віці до 18 років та 13,7 % осіб у віці 65 років та старших.
Цивільне працевлаштоване населення становило 1162 особи. Основні галузі зайнятості: освіта, охорона здоров'я та соціальна допомога — 36,5 %, виробництво — 13,6 %, роздрібна торгівля — 11,9 %.